# ビアク諸島

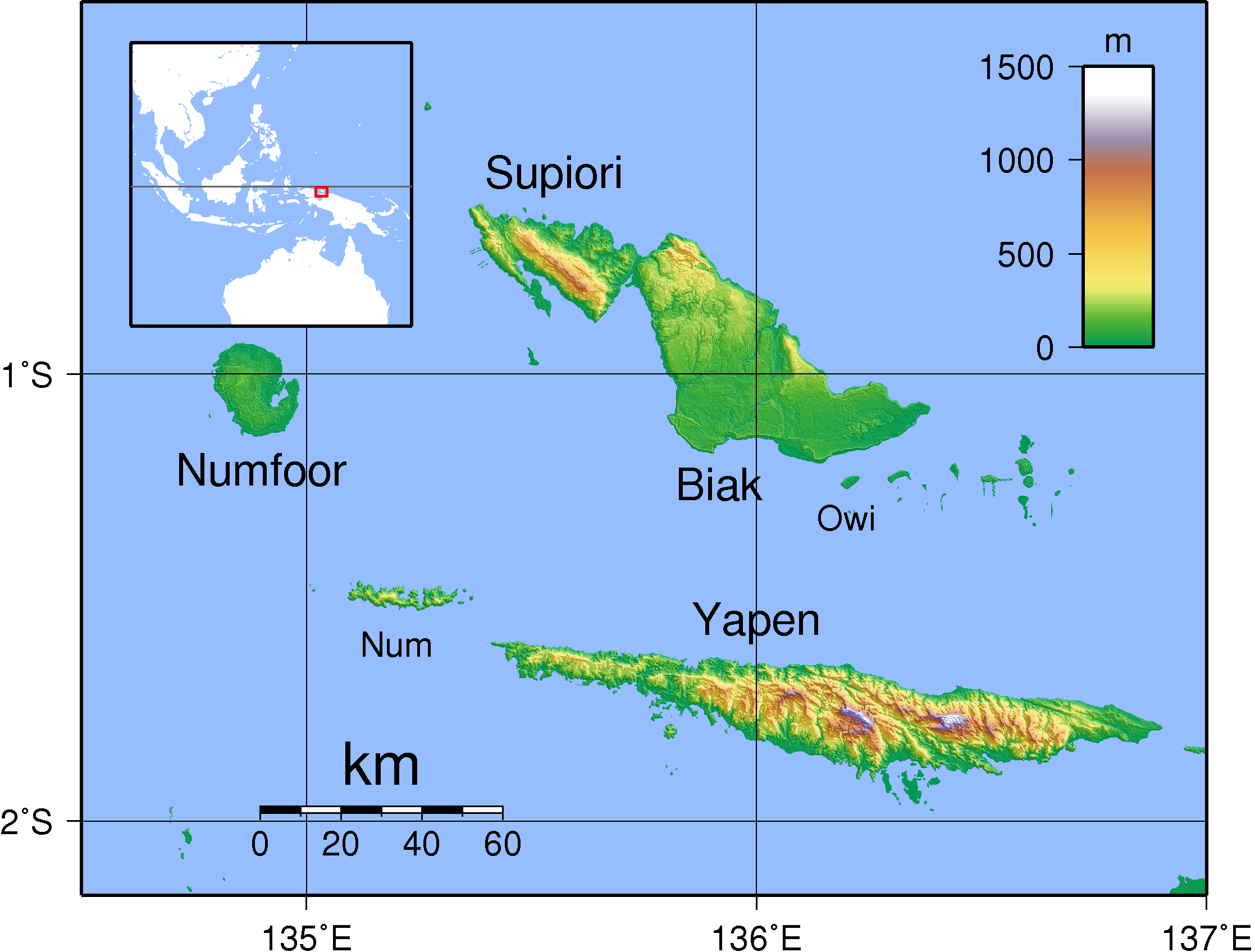
チェンデラワシ湾のビアク諸島

ビアク諸島はインドネシア東部、ニューギニア島北西岸、パプア州のチェンデラワシ湾にある島々。スハウテン諸島とも呼ばれる。ビアク島、スピオリ島、ヌンホル島ほか多数の小島からなる。多くの島は熱帯雨林に覆われている。

## 歴史
西洋人による最初の発見は1526年のポルトガル人の航海士ジョルジェ・デ・メネゼスによるものである。マラッカからマルク諸島までの航海中ボルネオ北部で嵐と強い風によって東へと流され、メネゼスはビアク島で上陸し冬をすごした。マレー語、マルク語や現地パプア名に因んで、彼はこの諸島とパプア島西部を「パプア諸島」と名づけた。
以来、ビアク諸島はポルトガルの地図で"Ilha de Dom Jorge"や"Ilha onde invernou Dom Jorge"や"Ilha de S. Jorge"と呼ばれた。
諸島はスペイン人航海士のアルバロ・デ・サアベドラ・セロンによって再び発見された。セロンは1528年6月24日にヤーペン島に上陸した後、ティドレ島からヌエバ・エスパーニャに戻ろうとしていた。
島は黄金の島を意味する"Islas de Oro"と名づけられ、1545年ガレオン船"San Juan"号に乗ったイニゴ・オルティス・デ・レテスが再訪している。
諸島は1537年にポルトガルのGaspar Viegasの海図で最初に地図化され、以後1540年の作者不明の地図、ジョアン・デ・リシュボアや1560年のバルトロメウ・ヴェーリョの地図、その他ポルトガル、スペイン、オランダの地図などに見られる。
1615年、オランダ人探検家のウィリアム・スハウテンがビアク諸島を探索し、スハウテンに因んでスハウテン諸島と呼ばれることもある。

## 住民
ビアク諸島はパプア州で最も人口の多い場所のひとつとなっている。

## 環境
ビアク諸島は、ニューギニア地方の他の地域と比べても最も高い鳥類固有種を持つ森林として"ビアク-ヌンホル熱帯雨林"に指定されている。森はパプアニューギニア本島と類似した森林となっている。
100をこえる鳥類種が存在し、このうち11から16種はこの諸島に特有の固有種と見られている。
これらにはクラカケヒインコ(Eos cyanogenia)、キバラケラインコ(Micropsitta geelvinkiana)、ビアクツカツクリ(Megapodius geelvinkianus)、クロコブバト(Ducula myristicivora)、ミカヅキヒメアオバト(Ptilinopus solomonensis)、ビアクバンケン(Centropus chalybeus)、2種のカワセミ、ビアクラケットカワセミ(Tanysiptera riedelii)とアオムネラケットカワセミ(Tanysiptera carolinae)、ビアクセンニョムシクイ(Gerygone hypoxantha)、ビアクカササギビタキ(Monarcha brehmii)、ミソルクロヒラハシ(Myiagra atra)、オナガカラスモドキ(Aplonis magna)、ビアクメジロ(Zosterops mysorensis)などが含まれる。鳥類同様にさまざまな固有哺乳類が存在し、29種が島固有の哺乳類と見られている。ケナシフルーツコウモリ属の一種のミズベケナシフルーツコウモリ(Dobsonia emersaa)、ビアクフクロモモンガ(Petaurus biacensis)、ジョビエンクマネズミ(Rattus jobiensis)、オオハダカオネズミ属のUromys boeadiiとUromys emmaeの2種などである。また、数種類の固有の蝶や、ディオレニウス・アングスティケプスと呼ばれる1種の固有のクモが確認されている。
特に人口の多いビアク島などで、多くの森林が木材切り出しや農場の開墾のために伐採されており、現在は勢いが減速しているものの伐採が続いている。諸島には2箇所の保護地区があり、スピオリ島のスピオリ島自然保護区とスピオリ島から橋で繋がったビアク島の北ビアク自然保護区で、互いに近い位置にある。しかし、木材産業が復活してきており、また、鳥類は諸島内にのみ限定して生息しているため収集家に対して脆弱である。より強い保護と研究が必要な地域となっている。
ビアク諸島周辺でのダイビングは観光客に人気の行楽となっている。
座標: 南緯1度00分 東経136度00分 / 南緯1.000度 東経136.000度

## 註